# Geodromus
Geodromus is een geslacht van kevers uit de familie van de loopkevers (Carabidae). De wetenschappelijke naam van het geslacht is voor het eerst geldig gepubliceerd in 1829 door Dejean.

## Soorten
Het geslacht Geodromus omvat de volgende soorten:
- Geodromus becvari Kataev & Wrase, 2006
- Geodromus dumolinii Dejean, 1829